# Steve Morse
Steve J. Morse (Hamilton, Ohio, 28. srpnja 1954.), američki je gitarist, najpoznatiji kao osnivač jazz fuzijskog sastava 'Dixie Dregs' i gitarist hard rock sastava Deep Purple od 1994. godine.
Morseova karijera obuhvaća glazbene žanrove kao što su rock, country, funk, jazz i klasična glazba. Osim toga imao je kratku i uspješnu solo karijeru s progresivnim rock sastavom 'Kansas', sredinom 1980-ih.

## Rane godine
Morseov otac bio je svećenik, a majka mu je bila pijanistica i učiteljica klasične glazbe, a također je bila i psiholog. Obitelj se preselila u Tennessee, zatim u Ypsilanti, Michigan, gdje je Morse proveo svoje djetinjstvo. Iako je obiteljski bio vezan za glasovir i klarinet, Morse se naposljetku počeo interesirati za gitaru.
Morse je nakratko radio sa svojim bratom Daveom u sastavu koji se zvao 'The Plague', sve dok s obitelji nije preselio u Augusta, Georgia. U kasnim šezdesetima, sa svojim starijim bratom svirao je u sastavu pod imenom 'Three'. Upisuje akademiju 'Academy of Richmond County', gdje upoznaje basistu Andyja Westa, s kojim zajedno čini jezgru sastava Dixie Grit, a još im se pridružuju Johnny Carr na klavijaturama, gitarist i pjevač Frank Brittingham i Dave Morse na bubnjevima.Ipak ova postava je kratko trajala, jer cover izvedbe Led Zeppelina i Creama, ograničili su njihove zahtjeve za većom naplatom u lokalnim plesnim dvoranama.
West i Morse nastavljaju djelovati kao duet pod nazivom 'Dixie Dregs'. U to vrijeme Moresa izbacuju iz škole, kada je pohađao 10. razred (nije htio skratiti dugačku kosu), a to mu je omogućilo da se upiše u cijenjeno sveučilište 'University of Miami School of Music'.
Tijekom sedamdesetih 'University of Miami', domaćin je brojnim budućim utjecajnim glazbenicima, uključujuću i Brucea Hornsbya, Pata Methenya, Jacoa Pastoriusa i mnoge druge. Andy West se također upisuje u Miami sveučilište i zajedno s Morseom, bubnjarom Bartom Yarnallom, klavijaturistom Frankom Josephsom i violinistom Allenom Sloanom, sudjeluje u projektu pod nazivom 'Rock Ensemble II'. Morseovi probni prikazi i izvedbe u 'University of Miami', privukle se pažnju na njegov kredibilitet kao skladatelja i glazbenika. Sastav radi snimke u korist promotivnog materijala 1975. godine, a te snimke konačno su objavljene 1997. pod nazivom  The Great Spectacular.

## Deep Purple
Tijekom Deep Purplove turneje 1993. godine, povodom objavljivanja albuma The Battle Rages On, Ritchie Blackmore radi razmirica odlazi iz sastava prije nego što je turneja bila završena. Prije nego što je Morse pristupio sastavu kao stalni član, na Blackmoreovo mjesto kratko dolazi američki instrumentalista Joe Satriani, kako bi se turneja privela kraju. Od tada, Morse je kao stalni član sastava s Purpleom snimio četiri studijska i sedam uživo albuma.
Osim sviranja s Deep Purpleom, Morse, zajedno s Jimmyjem Barnesom, Bobom Daisleyom, Leeom Kerslakeom i Donom Aireyom, formira 2003. sastav 'Living Loud'.

## Diskografija

### Dixie Dregs
- 1975. The Great Spectacular (Službeno objavljen 1997.)
- 1977. Free Fall
- 1978. What If
- 1979. Night Of The Living Dregs
- 1980. Dregs Of The Earth
- 1981. Unsung Heroes
- 1982. Industry Standard
- 1989. Divided We Stand
- 1992. Bring 'Em Back Alive
- 1994. Full Circle
- 1997. King Biscuit Flower Hour Presents - The Dregs 1979
- 2000. California Screamin
- 2002. 20th Century Masters: The Best Of The Dixie Dregs
- 2002. Sects, Dregs & Rock 'n' Roll

### Steve Morse Band i solo
- 1984. The Introduction
- 1985. Stand Up
- 1989. High Tension Wires
- 1991. Southern Steel
- 1992. Coast to Coast
- 1995. Structural Damage
- 1996. StressFest
- 2000. Major Impacts
- 2002. Split Decision
- 2004. Major Impacts 2
- 2005. Prime Cuts - From Steve Morse's Magna Carta sessions

### Deep Purple
- 1996. Purpendicular
- 1997. Live at the Olympia '96
- 1998. Abandon
- 1999. Live at the Royal Albert Hall
- 1999. Total Abandon: Live in Australia
- 2001. Live at the Rotterdam Ahoy
- 2001. The Soundboard Series
- 2003. Bananas
- 2005. Rapture of the Deep
- 2006. Live at Montreux 1996
- 2007. They All Came Down to Montreux

### Kansas (sastav)
- 1986. Power
- 1988. In the Spirit of Things
- 1998. King Biscuit Flower Hour Presents Kansas
- 2004. Sail On: The 30th Anniversary Collection

### Nastupi s drugim glazbenicima kao gost
- 1977. Tropical Nights - Liza Minnelli
- 1980. Schemer-Dreamer - Steve Walsh
- 1986. Storytime - T Lavitz
- 1987. Stone From Which The Arch Was Made - Mark O'Connor
- 1987. Surveillance - Triumph (sastav)
- 1988. Southern By The Grace Of God: Lynyrd Skynyrd Tribute Tour-1987 - Lynyrd Skynyrd
- 1988. Love Your Man - Rossington Collins Band
- 1990. Nashville Rendez-Vous - Marcel Dadi
- 1991. Fingers Crossing - Marcel Dadi
- 1992. Country Guitar Flavors - Marcel Dadi
- 1992. Lone Ranger - Jeff Watson
- 1993. Coven, Pitrelli, O'Reilly - CPR
- 1994. Thonk - Michael Manring
- 1995. Carmine Appice's Guitar Zeus
- 2001. Seventh Key - Seventh Key
- 2001. Nylon & Steel - Manuel Barrueco
- 2001. Feeding the Wheel - Jordan Rudess
- 2002. Camino Latino/Latin Journey - 'Liona Boyd
- 2004. Rhythm Of Time - Jordan Rudess
- 2003. Living Loud - Living Loud
- 2006. Living Loud-Live - Living Loud
- 2006. Gillan's Inn - Ian Gillan
- 2007. School of the Arts - School of the Arts (obradio T Lavitz) (Morse doprinos na akustičnoj gitari na dvije skladbe, "On Fire" i "Portrait")

### Razni glazbenici, kompilacije i posvete
- 1978. Hotels, Motels And Road Shows (Kompilacija raznih izvođača)
- 1989. Guitar's Practicing Musicians (Kompilacija raznih izvođača)
- 1991. Guitar's Practicing Musicians Vol. 2 (Kompilacija raznih izvođača)
- 1991. Guitar Speak III (Kompilacija raznih izvođača)
- 1992. Rock Guitar Greats (Kompilacija raznih izvođača)
- 1992. Guitar On The Edge Vol. 2 (Kompilacija raznih izvođača)
- 1995. Tales From Yesterday (Kompilacija raznih izvođača i sastav 'Yes')
- 1996. Crossfire - A Tribute To Stevie Ray (Kompilacija raznih izvođača i Stevie Ray Vaughan)
- 1996. Working Man (Kompilacija raznih izvođača i sastav 'Rush', Morse svira solo u skladbama "La Villa Strangiato" i "Red Barchetta".)
- 1996. The Carols Of Christmas (Kompilacija raznih izvođača)
- 1997. The Carols Of Christmas II (Kompilacija raznih izvođača)
- 1997. Merry Axemas - A Guitar Christmas (Kompilacija raznih izvođača)
- 1997. Jazz Fusion Vol. 2 (Kompilacija raznih izvođača)
- 1998. Guitar Battle (Kompilacija raznih izvođača)
- 1999. Tribute to the Titans (Kompilacija raznih izvođača)
- 1999. Rock Guitarists Forever Best (Kompilacija raznih izvođača)
- 2001. Warmth In The Wilderness - A Tribute To Jason Becker (Razni izvođači u posveti Jasonu Beckeru)
- 2002. A Southern Rock Christmas (Kompilacija raznih izvođača)
- 2004. Classical Heartbreakers (Kompilacija raznih izvođača)
- 2005. Future of the Blues Vol. 2 (Kompilacija raznih izvođača)
- 2006. Back Against The Wall (Kompilacija raznih izvođača i sastav Pink Floyd, The Wall)
- 2006. Visions of an Inner Mounting Apocalypse (Kompilacija raznih izvođača s 'Mahavishnu Orchestra')
- 2006. The Royal Dan: A Tribute (gitarski instrumental posvećen jazz rock sastavu Steely Dan)

## Vanjske poveznice
- Službene stranice Stevea Morsea